# 1965年のテレビ (日本)
1965年のテレビ（1965ねんのテレビ）では、1965年（昭和40年）の日本におけるテレビジョン放送全般の動向についてまとめる。

## 主なできごと
10月4日、NHK放送センター（東京都渋谷区神南）が全面的に運用を開始。
運用開始日には、同センター内に見学コース（後のNHKスタジオパーク）がオープンした。
テレビ番組
- この年、平日の帯番組が相次いで登場。いずれも長寿番組となる。
  - NHK総合:『スタジオ102』
  - 日本テレビ:『おはよう!こどもショー』
  - 日本テレビ・読売テレビ:『11PM』
  - フジテレビ:『小川宏ショー』
  - NET:『アフタヌーンショー』

カラー放送の動き
- フジテレビ、連続テレビアニメでは日本初のカラー番組『ジャングル大帝』が放送開始。
- NHK、「大相撲中継」、「全国高等学校野球選手権大会」（通称「夏の甲子園」）、「国民体育大会」をこの年からカラー化。

CM
TBSが10月1日、全時間帯に於いてテレビ10秒スポットCMを全廃。ゴールデンタイムとよばれる19～21時は5秒のそれも廃止となる。
技術
NHKが12月20日から、VTR自動編集装置の使用を開始している。

## 番組関係のできごと
1月
- 2日 - フジテレビ系で『第2回新春ポピュラー歌手かくし芸大会』を放送。前回は司会を置かなかったが、今回より高橋圭三が司会を担当、以後高橋は1985年の第22回まで司会を担当し、正月の顔となる。なおこの回は22:00 - 23:30の『夜の十時劇場』（翌年の第3回も）で生放送されたが、同番組の生放送は1996年の第33回まで中断する。
- 3日 - NHK総合、大河ドラマ第3作『太閤記』放送開始（ - 12月26日。原作・吉川英治、出演・緒形拳・高橋幸治 ほか）[1][2][3]。織田信長役の高橋幸治に「助命嘆願」の投書が殺到した[4]。
- 7日
  - NHK総合、『海外取材番組』で「シベリア」が放送開始（ - 2月11日、全6回）。[1]
  - TBS系で、テレビアニメ『スーパージェッター』放送開始（ - 1966年1月20日、全52話。丸美屋食品工業一社提供）。日本で初めてテレビ局が著作権を獲得し、それで収益を得る事が可能になった。[1]
- 10日 - いずれもNHK総合
  - NHKの大相撲中継のカラー放送が、この日の蔵前国技館で行われた、初場所の初日の中継から開始[1][5]。その後、名古屋場所での開催は同年6月27日、福岡での九州場所の開催は同年11月7日、大阪場所での開催は翌年3月13日の各々初日の中継から、カラー化された[6]。
  - クラシック・民謡・ポピュラー音楽等、様々な分野の歌をコーラスに編曲して送る、東京放送合唱団出演のカラー放送の音楽番組『コーラスをどうぞ』放送開始（ - 1966年4月3日）。[1][7]
  - 日曜深夜の音楽番組『夢のセレナード』放送開始（ - 1969年4月5日）。[1][8]
- 12日 - 日本テレビ系、ドラマ『アッちゃん』放送開始[1]。後に『続アッちゃん』、『新アッちゃん』と放送時間を変更する毎に番組名を変更、1966年11月30日まで放送された。
- 25日 - TBS系、大相撲本場所の中継放送を、この日の初場所の千秋楽を最後に打ち切る。[1]
- 31日 - NHK総合、海外取材番組『世界のこども』放送開始（ - 4月4日、全10回）。[1]

2月
- 7日 - フジテレビ系、前日に新宿厚生年金会館にて開催された『小児マヒ救済の "あゆみの箱" 第1回チャリティーショー』を放送。[1]
- 14日 - 民放全46社ネットで、小児マヒ救済テレビチャリティーショー『いまぼくは空を見ることができる』を放送。[1]
- 18日
  - NHK総合、『海外取材番組』で「中華人民共和国」が放送開始（ - 3月18日、全5回）。[1]
  - 日本テレビ系、初の大臣レギュラー出演番組『大蔵大臣アワー・ふところ放談』放送開始[1]。「政治と台所を結びつける」ことを狙いに制作された番組で、当時の大蔵大臣・田中角栄（自民党所属）をメインに、経済関係の諸問題について、レギュラー陣の経済評論家やゲストを交えて談じるトーク番組[9]。政府広報番組ではなく、民間企業がスポンサー提供する一般番組の扱いであった。田中の地元である新潟県の当時唯一の民放・新潟放送[注 1]では、毎週2回にわたりスポンサーを付けずに放送された。しかし、民間企業が提供する番組に国務大臣が出演し、実質的に自民党のPRや自身のPRを行っていたことが国会でも問題になり、半年の放送予定が5月20日（全14回）で打ち切りとなった（同番組の項目も参照）。
  - TBS系、北ベトナムからの報道番組『ベトコンとともに - W・バーチェットの記録』を放送。[1]
- 22～23日 - NHK総合、北炭夕張炭鉱第一砿でガス爆発事故発生を受け、ニュース速報や特別番組を放送。[1]
- 25日 - 東京12チャンネル（後のテレビ東京）、報道特別番組『開高健の“ずばりベトナム”』を放送。[1]
- 28日 - 日本テレビ系、米CBSのバラエティーショー番組『エド・サリヴァン・ショー』放送開始（同年8月まで）。[1]

3月
- 5日 - 朝日放送・TBS系（当時）、 トーク番組『夫婦善哉』が500回となり、その記念としてハワイでの公開収録を放送（ABCラジオでは前月1日に放送）。[1]
- 7日 - NHK総合、この日から開催の大相撲大阪場所の初日の中継放送から、大相撲中継に於いてスローモーションVTRを使用開始。[1]
- 12日 - 日本テレビ系、演芸番組『金曜夜席』が放送開始。司会は立川談志。2025年現在も継続中の長寿番組『笑点』の源流である（ - 1966年4月22日）。
- 14日 - 日本テレビ系、この日の『ノンフィクション劇場』で、先月起きた北炭夕張炭鉱のガス爆発事故発生を受け、「残された夕張炭鉱事故の記録」を放送。[1]
- 19日 - フジテレビ系、『スター千一夜』に於いてこの日、エチオピア帝国の皇帝とオリンピックのマラソンの金メダリストである「ハイレ・セラシェ皇帝とアベベ・ビキラ中尉」（いずれも放送当時）を放送。[1]
- 25日 - TBS系、この日の番組『20世紀の記録』にて、「神風特別攻撃隊」を放送。[1]
- 30日 - NET（後のテレビ朝日）系、米ABC放映のテレビ映画『ペイトンプレイス物語』放送開始。[1]

4月
- 2日 - 日本テレビ系で、視聴者参加型番組『踊って歌って大合戦』放送開始（ - 1966年5月27日。花王石鹸〈後の花王〉一社提供）。初代林家三平の豪快な司会で人気を集めるものの、「低俗番組」と批判される様になる。[1][10]
- 5日
  - NHK、新年度の番組編成開始。総合テレビの報道番組の拡充および娯楽番組の強化、教育テレビは放送時間を平均約1時間30分増加。[1]
    - 総合テレビ
      - 連続テレビ小説第5作『たまゆら』放送開始（原作・川端康成、出演・笠智衆、亀井光代 - 1966年4月2日）。[1][11]
      - 朝のニュースショー番組『スタジオ102』が放送開始[1]。初代司会者は野村泰治（当時NHKアナウンサー）が務めた（ - 1980年4月）。

    - NHK教育、『おかあさんの勉強室』が放送開始（ - 1990年3月16日）。[1][3]

  - NET系で、初の昼のワイドショー番組『ただいま正午・アフタヌーンショー』放送開始[1]。当初、榎本猛アナウンサーはじめ7人の司会者だったが、視聴率が振るわずテコ入れを繰り返す。1966年1月31日からは桂小金治に。内容も娯楽的要素を盛り込み人気番組に（小金治は1973年8月3日まで担当）。その後山田吾一→馬場雅夫アナウンサー→川崎敬三と司会を変更。しかし番組開始20周年の1985年に起こしたやらせリンチ事件を受け10月18日で打ち切り終了した[12][13]。
- 8日 - いずれもNHK総合
  - 『海外取材番組』で「インドシナの底流」が放送開始（ - 5月13日、全6回）。[1]
  - 「日本近代百年」を探るシリーズドラマ『風雪』の第51話で、日本海海戦をパロディー風に描いた「敵艦見ゆ ー日露戦争ー」を放送（作:盛善吉、演出:広江均）[14]。しかし放送後、通常行われている再放送がこの回（同月13日に予定）は中止となった。[1]
- 9日 - TBS系、ドラマ『ザ・ガードマン』放送開始[1]。宇津井健の代表作であり共演した中条静夫、藤巻潤、倉石功、川津祐介、神山繁らの出世作となる(〜1971.12.24[注 2]) [4]。
- 11日 - NHK総合、『海外取材番組』で「マダガスカルの自然」が放送開始（ - 5月2日、全4回）。[1]
- 12日 - 東京12チャンネル、『この奇妙な戦い-ベトナム戦線をゆく』を放送。[1]
- 13日 - TBS系、北ベトナムからの報道番組『北ベトナム1965年春』を放送。[1]
- 14日 - NHK総合、学校放送開始30周年記念番組『21世紀の教育をめざして』を放送。[1][15]
- 18日 - NHK総合、ドキュメンタリー番組『ある人生』にて、離島の一校長の生活記録を描いた「臥蛇の入道先生」を放送[16]。放送後、視聴者の援助で島の子供たちの東京修学旅行が実現するという嬉しい出来事が起きた。[1]
- 19日 - 東京12チャンネル、『ベトナム戦線取材報告』シリーズ放送開始（同月23日まで）。[1]

5月
- 1日 - フジテレビ系で、NHKを退職したばかりのフリーアナウンサー小川宏を司会に迎えたワイドショー番組『奥さまスタジオ 小川宏ショー』放送開始[1]。1982年3月31日まで続き[10]、局の看板となる長寿番組となった。
- 3日 - 西日本放送、歩行訓練に励む7歳の少年の記録のドキュメンタリー『昨日・今日・明日 - 筋ジストロフィーの悲劇』を放送。[1]
- 4～7日 - NHK教育、『教養特集』にて、4日間連続シリーズで「日本の安全保障」を放送。4日は「世界の防衛と日本の安全保障」[17]、5日は「アジアの軍事情勢と日本の防衛」[18]、6日は「自衛隊の任務と限界」[19]、7日は「日本の防衛とわが党の立場」[20]を放送。[1]
- 6日 - 毎日放送、13時から放送の番組『ママの育児日記』の生放送中に、社内で春闘ストライキ中の毎日放送労働組合員の労働歌や声が混入する事態が発生。通称「ママ育」事件が発生する[21][22]。
- 8日 - フジテレビ系で、竜の子プロダクション（後のタツノコプロ）制作によるテレビアニメ第1号作品『宇宙エース』（原作：吉田竜夫）が放送開始（ - 1966年4月28日）
- 9日 - 日本テレビ系『ノンフィクション劇場』にて、「ベトナム海兵大隊戦記」3部作の第1部を放送。しかし、生首シーンが問題化し、第2部以降の放送が中止となり、論議を呼んだ。[1]
- 19日 - NET系、ドラマ『判決』にて、この日放送予定だった、教科書問題がテーマの「佐紀子の庭」（作:本田英郎）が放送中止となる。[1]
- 20日 - NHK総合、『海外取材番組』で「南の隣国」が放送開始（ - 7月15日、全7回）。台湾・フィリピンで取材、台湾では蒋介石総統との初の単独会見の模様を放送。[1]

6月
- 1日 - 三井山野炭鉱で正午頃にガス爆発事故が発生。これを受け、NHK総合にて翌日までニュース速報や特別番組等を放送。2日には、お昼の通常番組『テレビ演芸館』を中止し、NHK福岡放送局から特別番組『くり返された悲劇 ―山野炭鉱爆発事故―』[23]を放送した。[1][24]
- 7日 - フジテレビ系の音楽番組『ミュージックフェア』（塩野義製薬一社提供）の司会者が交代（左幸子→長門裕之・南田洋子夫妻）。長門・南田夫妻は1981年12月24日まで16年司会を務め、番組の顔となる。
- 11日 - 日本テレビ系、米NBC放映のテレビ映画『0011ナポレオンソロ』放送開始（出演:ロバート・ボーン、デビット・マッカラム ほか）。[1]
- 13日 - NHK総合、『宇宙を歩く ジェミニ4号の記録』を放送。[1][25]
- 17日 - TBS系、報道特別番組『南ベトナム戦記』放送。解放戦線兵士が狙撃されるシーン等、残虐場面をカットして放送。[1]
- 20日 - TBS系、『東芝日曜劇場』で、『女と味噌汁』シリーズの第1話が放送（脚本:平岩弓枝、出演:池内淳子・長山藍子・山岡久乃 ほか）[1]。以降、同枠にて随時放送され、1980年1月6日を最後に第38話まで制作・放送された（同シリーズの項も参照）。
- 22日 - NHK総合、「日韓国交回復」の調印式の模様を、特別番組『日韓交渉妥結調印式』として、総理官邸から中継放送。[1][26]
- 24日 - NHK総合、「第7回参議院議員通常選挙」の候補者の経歴放送を、テレビで初めて実施する（投票前日の翌月3日まで）。[1]

7月
- 4日 - NHK総合、「第7回参議院議員通常選挙」の開票速報にて、得票順位の並べ替えや当落判定の資料に電子計算機（コンピューター）を初使用。[1]
- 5日 - フジテレビ系、平日昼の帯ドラマシリーズ枠「ライオン奥様劇場」にて、メロドラマ『愛染かつら』が放送開始（ - 8月20日。出演:長内美那子・吉田輝雄 ほか）[1]。当時社会現象となる程の人気を博し、関東地区ではビデオリサーチ調べで、平均視聴率28%、同年8月20日放映の最終回視聴率は38.5%を記録。3年後には続編も制作された（同番組の項目も参照）。
- 12日 - フジテレビ系、報道番組『ベトナムレポート-サイゴンの不安』を放送。[1]
- 16日 - NHK総合、特別番組『火星を写したマリナー4号』を放送。[1][27]
- 22日 - NHK総合、『海外取材番組』で「オセアニア」が放送開始（ - 8月26日、全6回）。[1]
- 27日 - フジテレビ系で、日清食品一社提供による子供向け歌合戦番組『日清ちびっこのどじまん』放送開始[1]。当初は前々番組『地上最大のクイズ』の司会者だった桂小金治が司会を担当したが、間もなく大村崑に交代、1969年9月まで継続する[3]。

8月
- 13日 - NHKの「全国高等学校野球選手権大会」（於:甲子園球場）の中継が、この日の開会式からカラー化される（春の高校野球である「選抜高等学校野球大会」も、翌年3月26日の開会式の中継からカラー化）。[6]
- 14・15日 - 東京12チャンネル、8月15日（終戦）記念集会実行委員会主催の徹夜討論会「戦争と平和を考える集会」をテレビ同時中継。第1部『ベトナム問題と日本の進むべき道』を終わり、第2部『戦中戦後の体験発表』放送中の15日午前4時すぎ、放送局側が「内容が公正を欠く」として中継放送を打ち切る。[1]
- 29日 - TBS系「不二家の時間」枠で、日本最初のギャグテレビアニメ『オバケのQ太郎』（藤子不二雄原作、声:曽我町子 ほか）放送開始（ - 1967年6月28日、全96回）[3]。なお前週の8月22日には前夜祭番組『オバQ誕生』を放送した。[1]

9月
- 2日 - NHK総合、『海外取材番組』で「北ヨーロッパ」が放送開始（ - 10月14日、全6回）。[1]
- 4日 - NHK、放送開始40周年を記念し、この日から日本で行われるスラブ歌劇団公演を総合・教育の双方にて放送[1]。この日は同歌劇団の初日の公演である、ムソルグスキー作曲の歌劇「ボリス・ゴドノフ」全曲を、東京文化会館から録画と生中継と併用して総合テレビのゴールデンタイムにて放送[28][29]。尚NHKではその後、同月28日迄東京文化会館で行われた歌劇全演目と特別演奏会の模様がモノクロとカラーの両方にて収録され、特にスメタナ作曲の歌劇「売られた花嫁」は全放送がカラー放送となった（演目等の詳細は「#音楽番組」の項を参照）。[30]
- 15日 - NHK総合、朝のニュースショー番組『スタジオ102』で、盲人用の仮名タイプライター（カナタイプ）の贈呈運動を紹介。それに対し、視聴者等から寄付金100万円が集った。[1]
- 25日 - NHK総合、日本国内の政党5党の代表が参加し、1時間半の特別番組『日韓条約とわが党の態度』を放送[31]。この番組に関連してNHKでは、「日韓問題に関する世論調査」を同月30日から2日間に渡り、全国で実施した。[1]
- 30日 - NHK総合、「日本近代百年」を探るシリーズドラマ『風雪』が、この日の第76回「放送第一声」（日本のラジオ放送開始）にて最終回となり、放送終了[32]。もとは太平洋戦争敗戦までを全100話で描く予定だったが、映像描写をめぐり脚本の改変や抗議による再放送中止が続々発表されたため、この回で打ち切りとなった（同番組の項目も参照）。

10月
- 5日 - TBS系、夜8時台のワイド歌謡番組『TBS歌謡曲ベストテン』放送開始（ - 1967年3月28日）。歌謡曲ベストテン番組の初めとなった。[1][33]
- 6日
  - NHK総合、カラー放送の音楽番組『音楽は世界をめぐる』放送開始（ 1967年3月29日）。[1][34]
  - フジテレビ系で、日本最初のカラー連続テレビアニメ『ジャングル大帝』放送開始[1]（手塚治虫原作、三洋電機一社提供。1966年10月より『ジャングル大帝 進めレオ!』と改題、1967年3月まで放送）[注 3]。日本PTA全国協議会が少年・家庭向け優良番組として推薦。[36]
- 9日 - NET系、当初予定していた特別番組『公開討論会 -“ 日韓新時代 ”を考える』の放送を中止した替わりに、『座談会 - 若い目で見た韓国』を放送。[1]
- 11日 - NHK総合、2時間の特別番組『「テレビ討論 - 日韓条約」「批准の賛否をめぐって」』を放送。番組には、自由民主党から田中角栄・大平正芳が、日本社会党から成田知巳・岡田宗司が出演した。[1][37]
- 16日
  - NHK総合、当時の最新音楽事情を、歌手たちの演奏にダンサーの踊りなどを交えて、1つのストーリーとして放送するというカラー放送の音楽番組『若さとリズム』放送開始（ - 1967年4月2日）。[1][38]
  - フジテレビ系、『ビジョン討論会』か不定期番組として放送開始。この日は「日韓批准是か非か」を放送。尚、同番組は翌月6日からレギュラー番組として放送開始、1978年3月26日まで続く長寿番組となった。[1]
- 18日 - TBS、関東ローカルの『天気予報』の放送を、気象協会内に新設した自社のサテライトスタジオから開始。[1]
- 19日 - NET系、時代劇『素浪人月影兵庫』放送開始（出演:近衛十四郎・品川隆二 ほか）[1]。第1シリーズが翌年4月12日まで（全26回）、第2シリーズが1967年1月7日から1968年12月28日まで（全104回）放送された。
- 21日 - NHK総合、『海外取材番組』で「華僑」が放送開始（ - 11月18日、全5回）。[1]
- 24日
  - NHK、「第20回国民体育大会」を、国体初のカラーで中継(同月29日まで)。[39]
  - 日本テレビ、ドラマ『青春とはなんだ』放送開始（ - 1966年11月13日、全41回。原作:石原慎太郎、主演:夏木陽介)[1]。型破りの青年教師がラグビーを通じて町の因襲的な考え方に体当たりする物語で、その後シリーズ化され、竜雷太、浜畑賢吉、村野武範、中村雅俊らに引き継がれてゆく。[4]

11月
- 8日 - 日本テレビ系で以下の2つの番組が開始。
  - 朝の子供向け番組『おはよう!こどもショー』が放送開始（ - 1980年9月）。
  - 日本テレビ・よみうりテレビの制作で、深夜番組の草分け『11PM』放送開始[1]。日本テレビ制作分の初代司会者は山崎英祐（当時週刊読売編集長）が務め、よみうりテレビ制作分は長年にわたって作家の藤本義一が司会を務めた（ - 1990年3月30日）。
- 12日 - NHK総合、特別番組 『議会政治と政局 ー日韓条約の審議をめぐってー』を放送。番組には、自民・社会・民社・共産 各党代表他が出演した。[1][40]
- 18日 - 毎日放送・NET系、テレビ時代劇『源氏物語』放送開始。同番組は翌年、エミー賞国際賞のフィクション部門に入賞する。[41]
- 21日 - TBS系、『東芝日曜劇場』にて、RKB毎日放送制作・第20回（昭和40年度）芸術祭参加作品のドラマ『海より深き　―かさぶた式部考―』を放送（作:秋元松代、出演:北林谷栄・南田洋子 ほか）。同芸術祭のテレビドラマ部門の芸術祭賞を受賞。[1][42][43]
- 25日 - NHK総合、『海外取材番組』で「国連」が放送開始（ - 1966年2月3日、全10回）。[1]

12月
- 1日 - NHK札幌中央局（後の札幌放送局）、「海難防止」総合キャンペーンを開始。これに伴い、総合ローカルで『NHK海難防止情報』等の関連番組の放送が開始。[1]
- 21日 - NHK総合、この日はレギュラー番組『NHK特派員報告』を休止し、『ベトナム報告』を放送[44]。番組内では、英国ジャーナリスト、フェリックス・グリーン取材による、当時のベトナム民主共和国（北ベトナム）のホー・チ・ミン主席のインタビューも紹介された。[1][45]
- 25日 - TBS系で『第7回日本レコード大賞』生中継。大賞は美空ひばりの「柔」。
- 31日
  - NHK総合、第16回NHK紅白歌合戦をカラー放送。歴代紅白にて現存する放送用2インチVTRで収録したビデオテープの映像では、この回が最古となる（この回は一部欠落があり全編ではないものの、カラー映像で保存されている）。
  - NET系、『紅白』の裏番組で演芸特別番組『笑って笑って大合戦』を開始、1968年まで継続する。

## その他テレビに関する話題
- 3月24日 - NHK、「番組ネットについての契約書」を沖縄テレビ放送と締結。放送番組の提供をきめる[注 4]。[1]
- 10月1日 TBS、全時間帯に於いてテレビ10秒スポットCMを全廃。更に、Aタイム（ゴールデンタイムとよばれる19時から21時）の5秒のそれも廃止となる[1]。5秒スポットは1962年に登場し、費用面で難しかった中小企業のテレビCM参加を容易にはしたがやがて大手に波及。「おめぇヘソねぇじゃねえか」「いっぱいやっか」など、内容も意味のないキャッチフレーズが氾濫する結果となった。[47][36]
- 10月4日 - NHK放送センター（東京都渋谷区神南）が全面的に運用を開始。[1][48]
  - 開始日には、同センター内に全長600mの見学コース（後のNHKスタジオパーク）がオープン[49][50]
- 12月20日 - NHK、VTR自動編集装置を、翌月放送開始の大河ドラマ第4作『源義経』の番組編集にて初めて使用する。[1][51]

## 既存局のカラー放送開始
- 9月17日
  - NHK総合テレビ(福島)[52]
- 9月26日
  - 静岡放送テレビ[53]
- 12月24日
  - NHK総合テレビ(函館、室蘭、旭川、帯広、釧路、北見)[54]
  - 仙台放送

## 視聴率
（関東地区、ビデオリサーチ調べ）
1. 第16回NHK紅白歌合戦（NHK総合、12月31日）78.1%
2. 世界バンタム級タイトルマッチ「ファイティング原田×アラン・ラドキン」（フジテレビ、11月30日）60.4%
3. ついに帰らなかった吉展ちゃん（NHK総合、7月5日）59.0%
4. ニュース（NHK総合、12月31日 21:00-21:05）58.8%
5. 世界バンタム級タイトルマッチ「ファイティング原田×エデル・ジョフレ」（フジテレビ、5月18日）54.9%
6. ニュース（NHK総合、7月5日 8:00-8:15）53.6%
7. プロレスリング「WWA世界選手権・豊登×ザ・デストロイヤー」（日本テレビ、2月26日）51.2%
8. 連続テレビ小説 うず潮（NHK総合、2月12日）47.8%
9. スタジオ102（NHK総合、9月17日）47.4%
10. ニュース（NHK総合、9月17日 7:00-7:21）46.7%
11. 連続テレビ小説 たまゆら（NHK総合、7月5日）44.7%
12. そっくりショー（日本テレビ、3月30日）43.0%
13. ゆく年くる年（NHK総合、12月31日）42.1%
14. てなもんや三度笠（TBS、11月21日）41.6%
15. 大河ドラマ 太閤記（NHK総合、10月17日）39.7%
16. アベック歌合戦（日本テレビ、1月25日）38.6%
17. 奥様劇場・愛染かつら（フジテレビ、8月20日）38.5%
18. - ただいま11人（TBS、6月10日）38.4%
  - 7時のニュース（NHK総合、9月17日）38.4%
19. プロ野球日本シリーズ・第2戦「南海×巨人」（日本テレビ、10月31日）38.3%

## テレビ番組

### テレビドラマ
NHK
- 大河ドラマ 太閤記 [1]
- 連続テレビ小説 たまゆら [1]
- チコちゃん日記
- NHK劇場（単発ドラマ枠）

日本テレビ系
- チコといっしょに（カラー）（主演：本間千代子）[56]
- 男ごごろ（カラー）（主演：渥美清、八千草薫）[56]
- ママとおふくろ（主演：西郷輝彦、淡島千景、清川虹子）
- 0011ナポレオン・ソロ
- 河内カルメン（読売テレビ、主演：山田五十鈴）

TBS系
- ザ・ガードマン（主演：宇津井健）[1]
- FBI（カラー）- 米ABC放映作品[57]

フジテレビ系
- 信託水曜劇場
- 天下の学園（主演：谷啓）
- オールスター珍道中（主演：森川信、平凡太郎、茶川一郎、かしまし娘）
- 流れる雲 - 初の平日21時45分帯ドラマ
- 松本清張シリーズ（関西テレビ）

NETテレビ系
- ペイトンプレイス物語 - 米ABC放映作品 [1]
- 源氏物語（毎日放送）[41]

### 子供向けドラマ
日本テレビ系
- 009!!大あばれ、とんま天狗（読売テレビ、主演：大村崑）

TBS系
- チャコちゃんハーイ!（主演：四方晴美） - 『チャコちゃんシリーズ』初の木曜19時30分枠
- 青春をぶっつけろ!
- 新・名犬ラッシー
- 新・隠密剣士（主演：林真一郎）
- いとはんと丁稚どん（朝日放送、主演：大村崑）
- バックナンバー333（朝日放送、主演：大瀬康一）

NETテレビ系
- くらやみ五段 （主演：千葉真一） ※1966年まで
- 寛美の落語紳士録（毎日放送、主演：藤山寛美）

東京12チャンネル
- 寒い朝

### 特撮番組
- スパイキャッチャーJ3（NETテレビ）（主演：川津祐介）

### テレビアニメ
- スーパージェッター（TBS）
- 宇宙パトロールホッパ → パトロールホッパ・宇宙っ子ジュン（NETテレビ）
- ドルフィン王子（カラー）（フジテレビ） - カラー実験アニメ
- 宇宙人ピピ（NHK総合）
- 宇宙少年ソラン（TBS）
- 科学少年J.Q（TBS）
- 宇宙エース（フジテレビ）- タツノコプロ第1回作品
- 怪盗プライド（フジテレビ）
- 遊星少年パピイ（フジテレビ）
- W3（フジテレビ）
- オバケのQ太郎（第1作）（TBS）
- ジャングル大帝（第1作）（カラー）（フジテレビ）- 日本初のカラーによる連続テレビアニメ作品[注 3]
- ヘッケルとマイティ（フジテレビ） - 『ちびっこのどじまん』開始までのつなぎ番組
- ハッスルパンチ（NETテレビ）
- 戦え!オスパー（日本テレビ） - 日本テレビ初のアニメ

### ワイドショー番組
- スタジオ102（NHK総合）
- 11PM（日本テレビ・読売テレビ）
- 小川宏ショー（フジテレビ）
- アフタヌーンショー（NETテレビ）

### バラエティ番組
- 若い河（カラー）[58]
- おはよう!こどもショー（日本テレビ）
- 九ちゃん!（日本テレビ）
- 金曜夜席（3月12日開始、11月5日よりカラー[59]）（日本テレビ）[注 5]
- 踊って歌って大合戦（日本テレビ）
- 日立ファミリーステージ 圭三ミュージカルプレゼント（日本テレビ）
- クレージーキャッツの重大ニュース（日本テレビ、毎年12月） - 1969年まで放送。
- アキレスてんてこゲーム（読売テレビ）
- プロポーズ作戦（読売テレビ）
- サンデーわいわいワイドショー（TBS）
- ゲーム・ゲーム・ショー（TBS）
- スターの広場（フジテレビ）
- 待ッテマシタ!（フジテレビ）
- 爆笑ダイヤモンドショー（フジテレビ）
- すきっと笑いまショー（毎日放送）
- 土曜（→木曜）寄席（毎日放送）
- 笑って笑って大合戦（NETテレビ、12月31日） - 1968年まで放送。

### クイズ番組
- ジェット・ジェット・ショー（カラー）（日本テレビ）[60]
- これがクイズだ（カラー）（日本テレビ）[60]
- クイズ ホップ・ステップ・ジャンプ（毎日放送）

### 音楽番組
- 楽しいコーラス（カラー）（NHK総合）[1][7]
- 夢のセレナード（NHK総合）[8]
- 音楽は世界をめぐる（カラー）（NHK総合）[1][34]
- 若さとリズム（カラー）（NHK総合）[1][38]
- ビートNo.1（日本テレビ）
- 世界へとび出せ ニューエレキサウンド（日本テレビ）
- ジャニーズナインショー（カラー）（日本テレビ）[60]
- ビッグヒットショー（カラー）（日本テレビ）[56][60]
- 勝ち抜きしりとり歌合戦（カラー）（日本テレビ）[60]
- 青春歌謡ショー（読売テレビ）
- 春の歌まつり（TBS） - 『チエミ大いに』開始までのつなぎ番組
- チエミ大いに歌う（TBS）
- ヤングショー（TBS） - 『いとはん』開始までのつなぎ番組
- 歌え!太陽（TBS）
- TBS歌謡曲ベストテン（TBS）[1][33]
- ビクター夢のスタジオ（TBS）
- 歌の祭典（TBS）
- 舟木一夫ショー（TBS） - 『わいわいワイドショー』開始までのつなぎ番組
- 東芝 歌うプレゼントショー（TBS）
- 歌え!一億（フジテレビ）
- リズム歌合戦（フジテレビ）
- ラップ・ラップ・ショー（フジテレビ）
- 歌う青春カーニバル（フジテレビ） - 『エレキ合戦』開始までのつなぎ番組
- 勝ち抜きエレキ合戦（フジテレビ）
- テレビ電話リクエスト（フジテレビ）
- ゴールデン歌まつり（フジテレビ）
- 日清ちびっこのどじまん（フジテレビ）[1]
- キャロン歌の三冠王（NETテレビ）
- スラブ歌劇団公演（NHK）[1]- 全て東京文化会館での公演（初回放送の日付のみ記載）
  - ムソルグスキー作曲 歌劇「ボリス・ゴドノフ」
    - 全曲:9月4日（総合、生放送と録画を併用、モノクロ[28][29]。全曲でのカラー放送はなし。）、ハイライト:9月24日（総合、カラー）[61][62]

  - スメタナ作曲 歌劇「売られた花嫁」（全てカラー[63]）
    - 全曲:9月9日（総合）[64][65]、ハイライト:10月22日（総合）[66][67]

  - ボロディン作曲 歌劇「イーゴリ公」
    - 全曲:9月17日（総合、モノクロ）[68][69]・1966年1月2日（教育、カラー）[注 6][70][71]、ハイライト:10月8日（総合、カラー）[72][73]

  - チャイコフスキー作曲 歌劇「エウゲニ・オネーギン」
    - 全曲:9月20日（総合、モノクロ）[74][75]・10月3日（教育、カラー）[76][77]、ハイライト:10月15日（総合、カラー）[78][79]

  - 特別演奏会 - 10月1日（総合、モノクロ）[80][81]・1966年1月2日（教育、カラー）[注 6][70][71]

### トーク番組
- おやじバンザイ（朝日放送）
- テレビ銀婚式 すてきな夫婦（カラー）（日本テレビ）[60]
- スター登場（日本テレビ）

### 教養・ドキュメンタリー番組
- おかあさんの勉強室（NHK教育）
- なんでも百年史（毎日放送）

### スポーツ番組
- がんばれ巨人軍（日本テレビ）

### 既存番組のカラー化
- 大相撲本場所中継（NHK総合）- 初場所で初のカラー放送[5]。次の大阪場所はモノクロ。その次の5月場所から、毎場所カラー放送となる[6]。
- NHKのど自慢全国コンクール優勝大会（NHK総合）- この年（第18回）から（この年は3月21日放送）[82]
- みんなの科学（NHK教育）- 4月6日から、毎週火曜日（「たのしい実験室」）がカラー化。[83]
- テレビ演芸館（NHK総合）- 4月7日から（但し、奇数月第3週の大阪制作分はモノクロ）[58][84]
- 全国高等学校野球選手権大会（NHK総合）- この年（8月13日の開会式から）よりカラー放送開始。[6]
- 国民体育大会（NHK総合）- 10月24日から開催された第20回大会からカラー化。[39]